# Resapamea passer
Resapamea passer är en fjärilsart som beskrevs av Achille Guenée, 1852. Resapamea passer ingår i släktet Resapamea och familjen nattflyn, Noctuidae. Inga underarter finns listade i Catalogue of Life.

## Bildgalleri

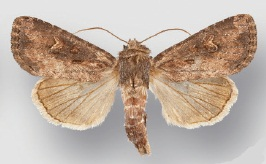
Preparerad, (uppnålad) imago fjäril, hona
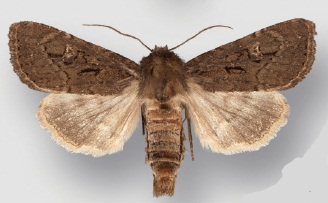
Preparerad, (uppnålad) imago fjäril, hane